# Spoorlijn Budel - Vlodrop
De spoorlijn Budel - Vlodrop is het Nederlandse deel van de IJzeren Rijn. De spoorlijn werd op 3 juni 1879 geopend, en werd gebruikt voor goederenverkeer tussen Antwerpen en Mönchengladbach. Op 20 juli 1879 werd de lijn geopend voor reizigersvervoer.
Op 15 mei 1949 werd de elektrificatie op het baanvak tussen Weert en Roermond in gebruik genomen.
Het baanvak tussen Weert en Roermond is in gebruik door diverse vervoerders op het Nederlandse spoorwegnet, onder verantwoording van ProRail, en wordt gebruikt door de intercity's Alkmaar - Maastricht en Enkhuizen - Heerlen. Tussen Hamont (België) en Weert reed op 15 maart 2007 voor het eerst weer een goederentrein; sindsdien rijdt er ten minste één goederentrein per week om dit stuk van het IJzeren Rijn officieel in gebruik te houden.
Het deel tussen Roermond en de grens met Duitsland, bij Dalheim, is sinds 1991 buiten gebruik. In november 2008 hebben de verkeersministers van Nederland, België en Duitsland een akkoord bereikt over de IJzeren Rijn. Het spoor ten oosten van Roermond zou met een tunnel onder natuurgebied De Meinweg doorlopen met geluidswerende constructies. Hierna zou de verbinding aan op het oude, nog bestaande tracé aansluiten. De capaciteit van de lijn zal rond de 70 treinen per dag komen te liggen omdat de tunnel enkelsporig wordt. Hoewel het bestaande tracé op bevel van de NAVO moet blijven liggen en direct beschikbaar moet zijn in het geval van oorlog, zijn in het voorjaar van 2018 over het tracé tussen Roermond en de Duitse grens op nagenoeg alle overwegen de sporen verwijderd.

## Treindienst
Tot en met de dienstregeling 2003 reed er 1 maal per uur een intercity Den Haag Centraal - Eindhoven - Heerlen en een half uur later een intercity Haarlem - Eindhoven - Maastricht. Van december 2003 tot december 2006 kwam de intercity naar Heerlen ook uit Haarlem en niet meer uit Den Haag. De intercity's werden gereden met getrokken materieel in samenstellingen van 10 of 12 rijtuigen. Later waren er enkele ritten die werden uitgevoerd met de VIRM.
Vanaf 2007 reed er op de lijn twee keer per uur een Intercity Alkmaar - Eindhoven - Maastricht/Heerlen. Deze trein werd dan in Sittard gesplitst, zodat er elk half uur een rechtstreekse treinverbinding was met Maastricht en Heerlen. Deze dienst werd uitsluitend gereden met het treintype VIRM.
Sinds 2013 rijdt op deze lijn vier keer per uur een intercity: twee van Alkmaar die naar Maastricht gaan en twee van Schiphol Airport (later Enkhuizen) die naar Heerlen gaan. VIRM (en voorheen Koplopers) worden sindsdien frequent gezien.
| Serie            | Treinsoort          | Route | Bijzonderheden |
| ---------------- | ------------------- | --- | --- |
| 2700             | Intercity (NS)      | Maastricht – Sittard – Roermond – Weert – Eindhoven Centraal – 's-Hertogenbosch – Utrecht Centraal – Amsterdam Centraal – Alkmaar – (Den Helder)                 | Rijdt van maandag t/m donderdag tot 20:00 uur tussen Alkmaar en Maastricht. Rijdt op vrijdag en in het weekend enkel tussen Alkmaar en Amsterdam Centraal. Tijdens de spits rijden 2 ritten in spitsrichting door van/naar Den Helder. Rijdt niet 's avonds na 20:00. Wordt na 20:00 uur, op vrijdag en in het weekend tussen Amsterdam Centraal en Maastricht vervangen door intercity 2900. |
| 2900             | Intercity (NS)      | Enkhuizen – Hoorn – Amsterdam Centraal – Utrecht Centraal – 's-Hertogenbosch – Eindhoven Centraal – Weert – Roermond – Sittard – Maastricht                      | Rijdt van maandag t/m donderdag in de vroege ochtend en in de avonduren en rijdt van vrijdag t/m zondag de hele dag en vervangt dan Intercity 3900 tussen Enkhuizen en Amsterdam Centraal en intercity 2700 tussen Amsterdam Centraal en Maastricht. |
| 3900             | Intercity (NS)      | Enkhuizen – Hoorn – Amsterdam Centraal – Utrecht Centraal – 's-Hertogenbosch – Eindhoven Centraal – Weert – Roermond – Sittard – Heerlen                         | Stopt niet in Zaandam. Rijdt in de avonduren en van vrijdag t/m zondag de hele dag enkel tussen Eindhoven Centraal en Heerlen. Wordt in de avonduren en van vrijdag t/m zondag de hele dag vervangen door intercity 2900. Rijdt van maandag t/m donderdag in de avonduren enkel tussen Sittard en Heerlen en rijdt dan 1x/uur.                                                                |
| 6400             | Sprinter (NS)       | Tilburg Universiteit – Tilburg – Eindhoven Centraal – (Weert) | Rijdt tussen 20:00 en 22:00 uur en op zondag 1x/uur tussen Eindhoven Centraal en Weert. Rijdt na 22:00 uur 1x/uur op het hele traject. |
| Nachttrein 32700 | Nachttrein (Arriva) | Maastricht – Sittard – Roermond – Weert – Eindhoven Centraal – 's-Hertogenbosch – Utrecht Centraal – Amsterdam Bijlmer ArenA – Amsterdam Zuid – Schiphol Airport | Rijdt alleen in de nacht van vrijdag op zaterdag. |

## Galerij

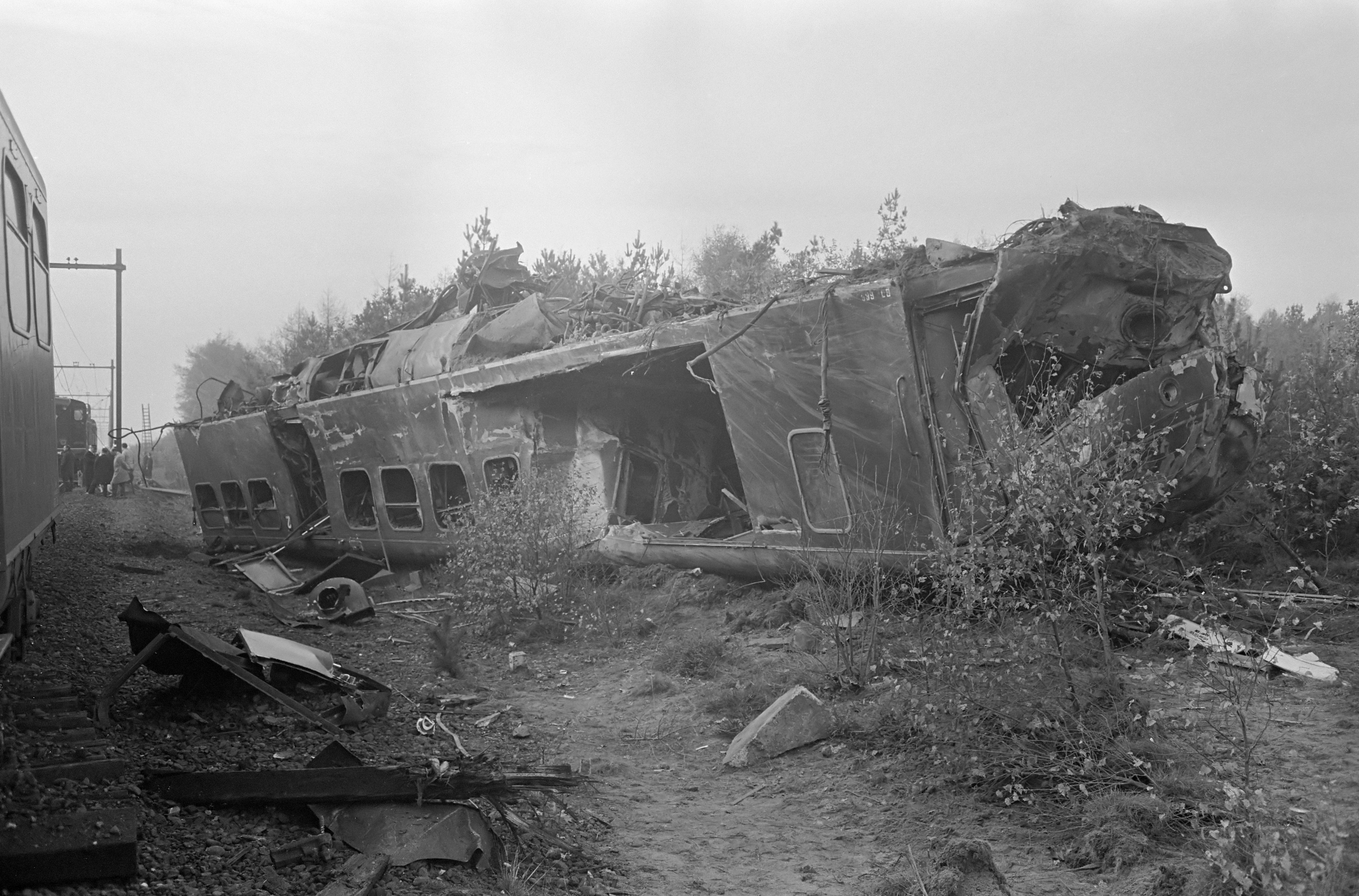
Spoorwegongeval tussen Roermond en Weert (1967)
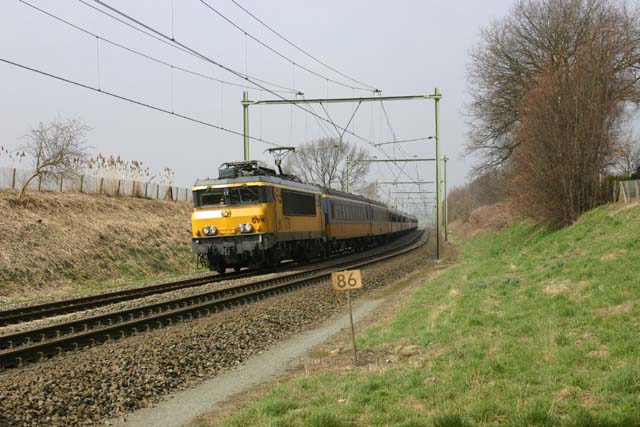
Het nog gebruikte baanvak tussen Roermond en Weert.
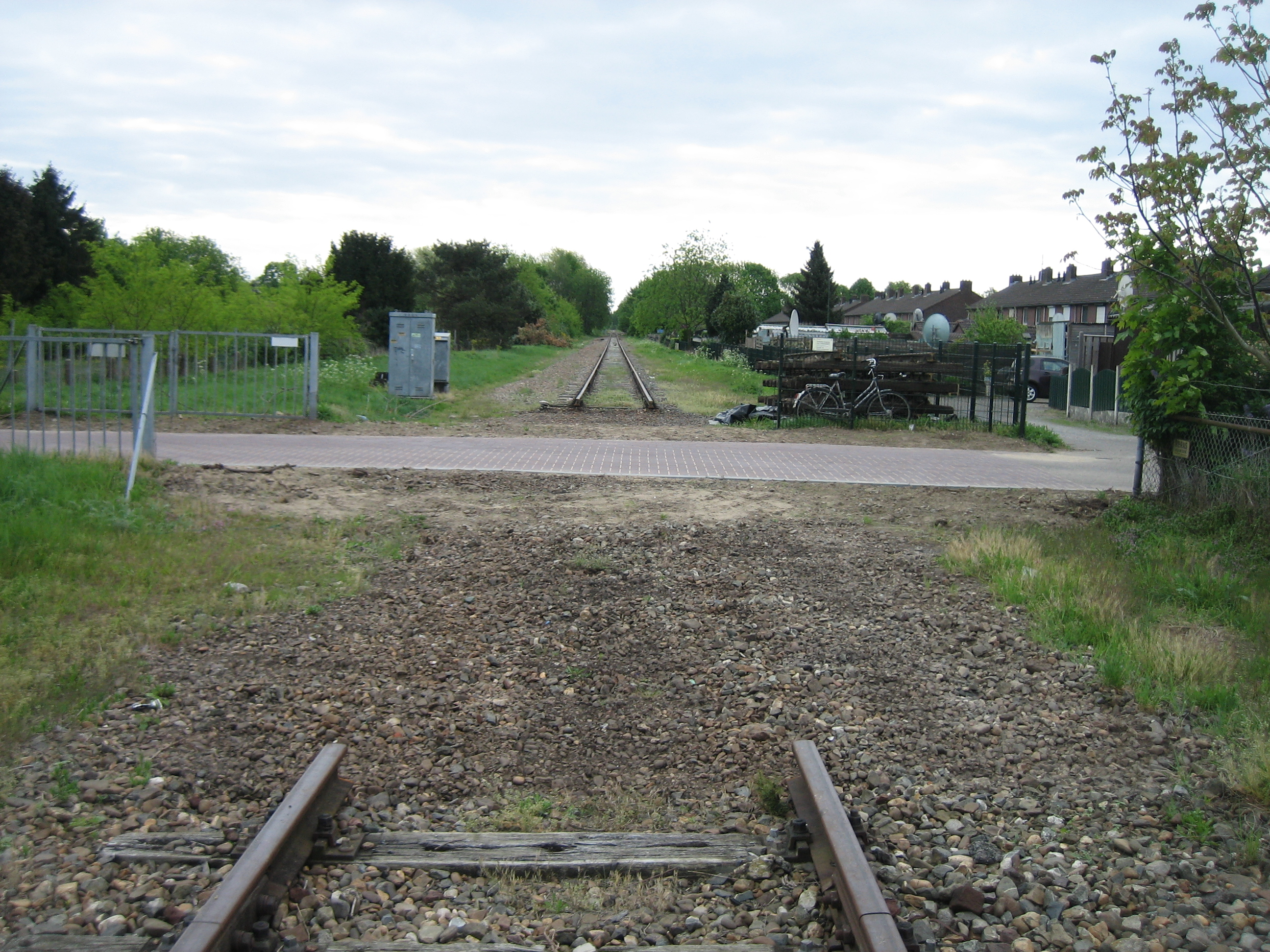
Overwegen tussen Roermond en de Duitse grens werden in het voorjaar van 2018 opgebroken.